# 슈퍼배드 2
《슈퍼배드 2》(Despicable Me 2)는 2013년 공개된 미국의 애니메이션 코미디 영화로, 《슈퍼배드》의 속편이다.

## 줄거리
북극의 한 연구소에서 강력한 돌연변이 유발 물질 PX-41이 도난당한다. 악당 퇴치 연맹(AVL)의 국장 사일러스 램즈바텀은 전직 슈퍼 악당 그루를 찾아내 협조를 요청하지만, 그루는 딸들과 젤리 사업에 집중하고 싶어 거절한다. 하지만 조수 닥터 네파리오가 다른 악당을 돕기 위해 떠나자, 그루는 어쩔 수 없이 AVL과 협력하기로 한다. 그루는 비밀 요원 루시 와일드와 파트너가 되어 쇼핑몰의 컵케이크 가게를 위장 본부로 삼아 수사를 시작한다.
그루는 멕시코 식당 주인 에두아르도 페레스를, 과거 화산에 상어와 함께 뛰어들어 죽은 줄 알았던 슈퍼 악당 "엘 마초"로 의심한다. 그루와 루시는 에두아르도의 식당에 잠입하지만, 악당의 증거를 찾지 못한다. 한편, 그루의 세 딸 마고, 에디스, 아그네스는 그루와 루시가 연인이 되기를 바라지만, 그루는 루시와의 관계는 그저 업무적인 관계일 뿐이라고 선을 긋는다.
그루는 에두아르도를 여전히 의심하면서도 다른 용의자들을 수사하기로 한다. 가발 상점 주인 플로이드 이글슨에게서 돌연변이 물질의 흔적을 발견하지만, 에두아르도의 아들 안토니오가 마고에게 호감을 보이자 그루는 다시 에두아르도에게 집중한다. 그 와중에 그루의 이웃 질리언은 그루에게 소개팅을 주선하지만 망치고, 루시가 그루를 곤경에서 구해준다. 루시는 플로이드의 상점에서 돌연변이 물질이 발견되자 호주로 재배치되고, 그루는 슬픔에 잠긴다.
그루는 에두아르도의 5월 5일 축제 파티에서 에두아르도가 엘 마초임을 확신한다. 엘 마초는 자신의 죽음을 위장했고, 네파리오를 조수로 삼아 그루의 미니언들을 납치해 돌연변이 물질로 보라색 괴물로 만들고 있었다. 그는 이 괴물들을 이용해 세계를 지배하려 하고, 그루에게 동맹을 제안하지만 그루는 거절하고 딸들과 도망친다. 엘 마초는 돌연변이 미니언 케빈을 보내 그루의 가족을 공격한다.
루시는 명령을 어기고 돌아와 그루를 돕지만, 엘 마초에게 납치당한다. 네파리오를 통해 이 사실을 알게 된 그루는 변장한 미니언들과 함께 엘 마초의 요새로 잠입하지만, 발각되어 공격을 받는다. 한편, 케빈은 그루의 집에서 마고와 아그네스를 공격하지만, 그녀들은 그를 그루의 연구실로 유인하고, 네파리오가 개발한 해독제로 케빈을 원래대로 되돌린다. 네파리오는 해독제를 젤리에 넣어 그루에게 전달하고, 그루는 딸들, 해독된 미니언들과 함께 엘 마초를 막으려 한다. 엘 마초는 루시를 화산에 던지려 하고 돌연변이 물질을 자신에게 주입해 그루와 싸우지만 결국 패배한다.
그루는 로켓에 묶인 루시를 구하려 하지만, 엘 마초의 닭 폴리토가 로켓을 발사한다. 그루는 루시에게 데이트 신청을 하고, 둘은 화산으로 떨어지기 전 바다로 뛰어든다. 몇 달 후, 147번의 데이트 끝에 그루와 루시는 결혼하고, 루시는 그루의 딸들의 새 엄마가 된다.

## 출연

### 영어판 성우진
- 스티브 커렐 - Felonious Gru
- 크리스틴 위그 - Lucy Wilde
- 벤저민 브랫 - Eduardo "El Macho" Perez
- 미란다 코스그로브 - Margo
- 엘지 피셔 - Agnes
- 다나 도쿄 - Edith
- 러셀 브랜드 - Dr. Nefario
- 켄 정 - Floyd Eagle-san
- 스티브 쿠건 - Silas Ramsbottom
- 모이세스 아리아스 - Antonio Perez
- Nasim Pedrad - Jillian
- 크리스틴 셜 - Shannon
- 피에르 코팽 - Kevin the Minion, Bob the Minion, Stuart the Minion, Additional Minions, Evil Minions
- 크리스 르노 - Additional Minions, Evil Minions, Italian waiter
- 바네사 바이엘 - Flight Attendant

### 한국어판 성우진
- 이장원 - 그루 역
- 장승길 - 닥터 네파리오 역
- 태연 - 마고 역
- 서현 - 에디트 역
- 이경태 - 안토니오 역
- 조현정 - 루시 역
- 김서영 - 아그네스 역
- 최석필 - 에두아르도 역
- 문관일 - 사일라스 역
- 엄상현 - 프로이드 역
- 박신희 - 질리안 역
- 김하영 - 셰논 역
- 김나율
- 공경은
- 오병조
- 이재범